# Sharon Angela
Sharon Angela is een Amerikaanse actrice, schrijfster en filmregisseur. Angela is bekend van haar rol als Rosalie Aprile in de HBO-serie The Sopranos.

## Biografie
Angela heeft in verschillende films gespeeld, zoals Ghost Dog: The Way of the Samurai, On the Run , Two Family House, Confessions of a Dangerous Mime en Court Jesters. Haar televisiewerk zijn gastrollen in “ Law & Order and Law & Order: Criminal Intent. In het zesde seizoen van “'The Sopranos, werd de rol als Rosalie Aprile van Angela opgewaardeerd van gastrol tot een vast personage. Rosalie was de weduwe van Jackie Aprile, Sr., die een goede vriend was van Carmela Soprano. Ze was co-schrijfster van de film 'The Collection en is co-regisseur van Made in Brooklyn (2007).
Ze verscheen ook in het videospel Grand Theft Auto IV als Angie Pegorino.

## Filmografie

### Film
| Jaar | Titel                              | Rol                | Commentaar                  |
| ---- | ---------------------------------- | ------------------ | --------------------------- |
| 1992 | Nowhereville                       | Dextra             | Kortfilm                    |
| 1993 | Fly by Night                       | Lisa               |                             |
| 1993 | The Dutch Master                   | Dorothy            | Kortfilm                    |
| 1996 | Tales of Erotica                   | Dorothy            | Segment: "The Dutch Master" |
| 1996 | Breathing Room                     | Additional Patron  |                             |
| 1999 | On the Run                         | Tina               |                             |
| 1999 | Ghost Dog: The Way of the Samurai  | Blonde with Jaguar |                             |
| 2000 | Two Family House                   | Gloria             |                             |
| 2003 | Red Passport                       | Theresa            |                             |
| 2004 | Lbs.                               | Theresa Perota     |                             |
| 2004 | Confessions of a Dangerous Mime    | Mimi Telesta       | Kortfilm                    |
| 2005 | Paintball the Movie: Court Jesters | Moeder van Eric    |                             |
| 2005 | The Collection                     | Several characters | Ook schrijfster             |
| 2009 | Circledrawers                      | Judy               | Tv-film                     |
| 2009 | The Hungry Ghosts                  | Sharon             |                             |
| 2009 | City Island                        | Tanya              |                             |
| 2009 | Frame of Mind                      | Mary               |                             |
| 2010 | Skate                              | Mom                | Kortfilm                    |
| 2011 | Hip Priest                         | Franny             | Kortfilm                    |
| 2013 | Broken City                        | Amber (stem)       |                             |
| 2013 | Empire State                       | Dina               |                             |
| 2013 | Dump Truck                         | Aunt Mary          | Kortfilm                    |
| 2013 | Over/Under                         | Teresa             | Tv-film                     |
| 2014 | The M Word                         | Angela De Marco    |                             |
| 2017 | Cabaret Maxime                     | Shannon            |                             |

### Televisie
| Jaar      | Titel                        | Rol                                 | Commentaar |
| --------- | ---------------------------- | ----------------------------------- | --- |
| 2002      | Law & Order: Criminal Intent | Connie                              | Televisieserie. 1 aflevering: "Semi-Professional" |
| 1993–2004 | Law & Order                  | Delia/Brenda McCarthy/Doris/Vanessa | Televisieserie. 5 afleveringen: - "Profile" (1993) - Brenda McCarthy - "Humiliation" (1995) - Doris - "Aftershock" (1996) - Delia - "Deadbeat" (1996) - Delia - "City Hall" (2004) - Vanessa |
| 1999–2007 | The Sopranos                 | Rosalie Aprile                      | Televisieserie ; 38 afleveringen. |
| 2010      | Celebrity Ghost Stories      | Herself                             | Televisieserie. 1 aflevering: "Sugar Ray Leonard/Aida Tuturro Johnathon Schaech/Sharon Angela"                                                                                               |
| 2014      | Californication              | Cranky Woman on Plane               | Televisieserie. 1 aflevering: "Grace" |
| 2012–16   | General Hospital             | Katherine Morgan                    | Televisieserie. |

### Andere
| Jaar | Titel               | Rol                    | Commentaar |
| ---- | ------------------- | ---------------------- | ---------- |
| 2008 | Grand Theft Auto IV | Angie Pegorino (voice) | Videospel  |

### Als schrijfster
| Jaar | Titel          | Commentaar |
| ---- | -------------- | ---------- |
| 2005 | The Collection |            |

### Als regisseur
| Jaar | Titel              | Commentaar |
| ---- | ------------------ | ---------- |
| 2007 | "Made in Brooklyn" |            |